# Balcarův kopec
Balcarův kopec (též Petřín) je 295 m n. m. vysoký vrch v okrese Náchod Královéhradeckého kraje. Leží asi 1 km ssz. od obce Jasenná na jejím katastrálním území.

## Geomorfologické zařazení
Geomorfologicky vrch náleží do celku Orlická tabule, podcelku Úpsko-metujská tabule, okrsku Bohuslavická tabule. Podle alternativního členění Balatky a Kalvody náleží vrch do okrsku Novoměstská tabule a podokrsku Novopleská plošina.